# Rolloher Bek
Der bzw. die Rolloher Bek ist ein linker Nebenfluss der Bekau im Kreis Steinburg.
Der Bach entspringt auf dem Gelände des Flugplatzes Hungriger Wolf im gleichnamigen Ortsteil der Gemeinde Hohenlockstedt, fließt auf dem Gelände teils verrohrt nach Süden und verlässt es Richtung Westen. Von dort verläuft er weiter nach Westen und Nordwesten durch das Gebiet von Hohenaspe, bildet in deren Ortsteil Rolloh die Grenze zur Gemeinde Drage und biegt schließlich nach Südwesten, bevor er an der Kreisstraße 71 gegenüber dem ehemaligen Schloss Friedrichsruh in die Bekau mündet.
Am Bach befand sich einst der Hof Rulo, wo er eine Wassermühle antrieb. Nach diesem Hof sind der Bach und der Hohenasper Ortsteil benannt.
Das Gewässer leidet unter Verockerung.